# Gastrolobium leakeanum
Gastrolobium leakeanum là một loài thực vật có hoa trong họ Đậu. Loài này được Drumm. miêu tả khoa học đầu tiên năm 1849.